# Римский мост (Адана)
Римский мост в Адане (тур. Misis Köprüsü, буквально «мизисский мост») — мост, построенный во времена Римской империи в провинции Адана (современная Турция). Турецкое название моста происходит от одного из названий города Якапынар (Мизис) — который сегодня является частью Большой Аданы.

## История
Мост, считающийся первым римским мостом в Анатолии, построен над рекой Джейхан, имевшей в античные времена название Pyramus; он соединяет деревню Якапынар, называвшуюся Мопсуестия (Mopsuestia) в римские времена, с деревней Гечитли (Geçitli). В настоящее время по мосту проходит дорога, которая соединяет основную автомагистраль региона (D-400) с побережьем Средиземного моря. Расстояние от моста до Аданы составляет 25 километров (16 миль). Старое шоссе Адана—Алеппо когда-то проходило по данному мосту, носившему имя города Мизис — легендарного города, за который боролись турки-сельджуки, византийцы и крестоносцы.
В Средние века Мопсуестия был крупным городом, так что мост изначально был построен на одном из самых активных торговых путей с Запада на Ближний Восток и далее. Инженерное сооружение было заказано римским императором Констанцием II в IV веке. Позже, уже в VI веке, мост был восстановлен византийским императором Юстинаном I; повторные ремонты проводились в 743 и 840 годах.
В XX веке мост сильно пострадал в результате землетрясения 1998 года в Адане и Джейхане, но уже вскоре был восстановлен.
Строительным материалом для римского моста в Адане служил облицовочный камень; мост имеет 9 арок. После последнего восстановления, связанного с землетрясением он продолжает использоваться.
Согласно популярной легенде, исламский праведник и древний мудрец Лукман (араб. لقمان‎) — который, согласно Корану, постиг бытие единого Бога — узнав рецепт эликсира вечной молодости и бессмертия — сбросил свои записи и использовавшиеся травы в реку: как раз с Мизисского моста.